# ベインブリッジ島日系アメリカ人排除記念碑
ベインブリッジ島日系アメリカ人排除記念碑（ベインブリッジとうにっけいアメリカじんはいじょきねんひ、英語: Bainbridge Island Japanese American Exclusion Memorial）は、アメリカ合衆国ワシントン州キトサップ郡ベインブリッジアイランドにある、日系人の強制収容を追憶し、類似した事態が今後「二度とないように」祈念する事を目的とした屋外展示場。行政上は、アイダホ州にあるミニドカ国立歴史地区の一部とされている。

## 前史
ベインブリッジ島における日本人移民は、1880年代頃から渡航・定住する様になった。同地では、主に製材所やイチゴ畑での仕事に従事し、1940年頃には地域コミュニティにとって、不可欠な存在となっていた。
ベインブリッジ島は、ピュージェット・サウンド海軍造船所のほか、当時建設中だったバンゴール海軍潜水艦基地やホイッドビー・アイランド海軍航空基地といった、海軍の基地から程近い場所にあった。その事から同島は、フランクリン・ルーズベルト大統領が署名した大統領令9066号に伴う、日系人に対する強制立ち退き令が、アメリカ国内で最初に発令された区域となった。

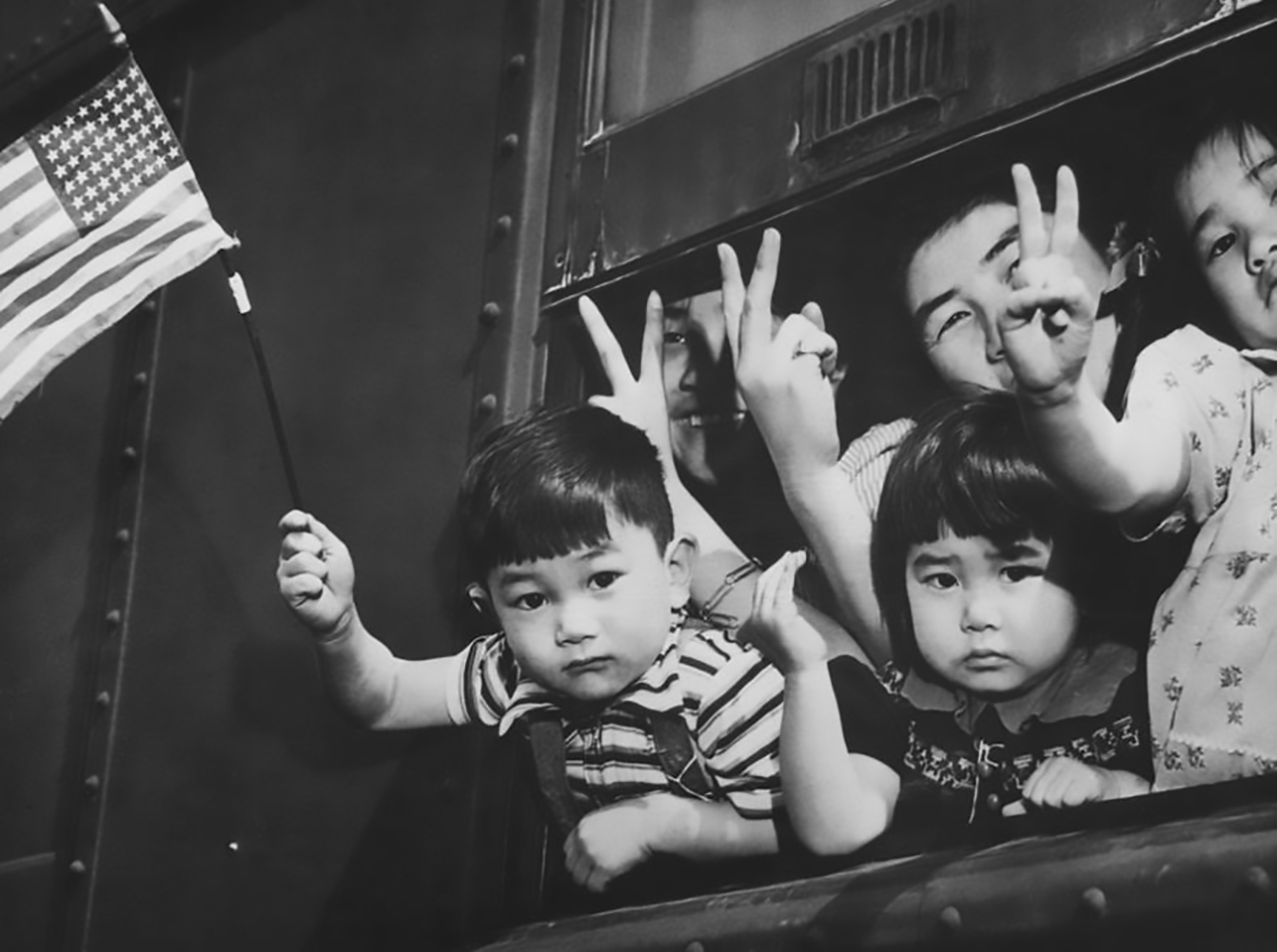
ベインブリッジ島からの強制立ち退きに際して、シアトルから強制収容所へ向かう特別列車に乗せられる子供達（1942年3月30日）

1942年3月24日の時点で、ベインブリッジ島に居た227名の日系人は、6日以内に立ち退く事を命じられ、3月30日に島からフェリーで発った。同島には、当時276名の日系人が住所を置いていたが、研究・兵役・その他事業の為に地元を離れていた者達は、立ち退きの準備の為に一時帰宅する事すら許可されなかった。同島の出身者は、その殆どがカリフォルニア州のマンザナー強制収容所へ収容されたが、後にアイダホ州のミニドカ戦争移住センターへ移送された者もいた。
ベインブリッジ島の地元紙は、日系人の強制収容に反対する論調を張り、収容所へ送致された者達からの声を発信し続けた。シアトル・ポスト=インテリジェンサー紙は、同島からマンザナーへ送られる事となったフミコ・ハヤシダが、1歳1か月になる娘を抱きながらフェリーへの乗船を待つ姿を撮影・配信し、後に日系人の強制収容を象徴する写真の一枚として、周知される事となった。
元島民のうち、150名が戦後ベインブリッジ島へ戻り、2011年の時点で20名が同島に在住していた。

## 概要
2008年にベインブリッジ島の日系人コミュニティは、同島のイーグル・ハーバーに、900万ドルの予算を以て、同島で実施された日系人の強制立ち退きに関する記念施設を、建設する事を計画した。連邦議会では、同年5月に署名されたばかりの『公法110 - 229』に基づき、施設をミニドカ国立歴史地区の一部として扱う事を決議した。翌2009年3月までに、主催者は270万ドルの資金を調達した。

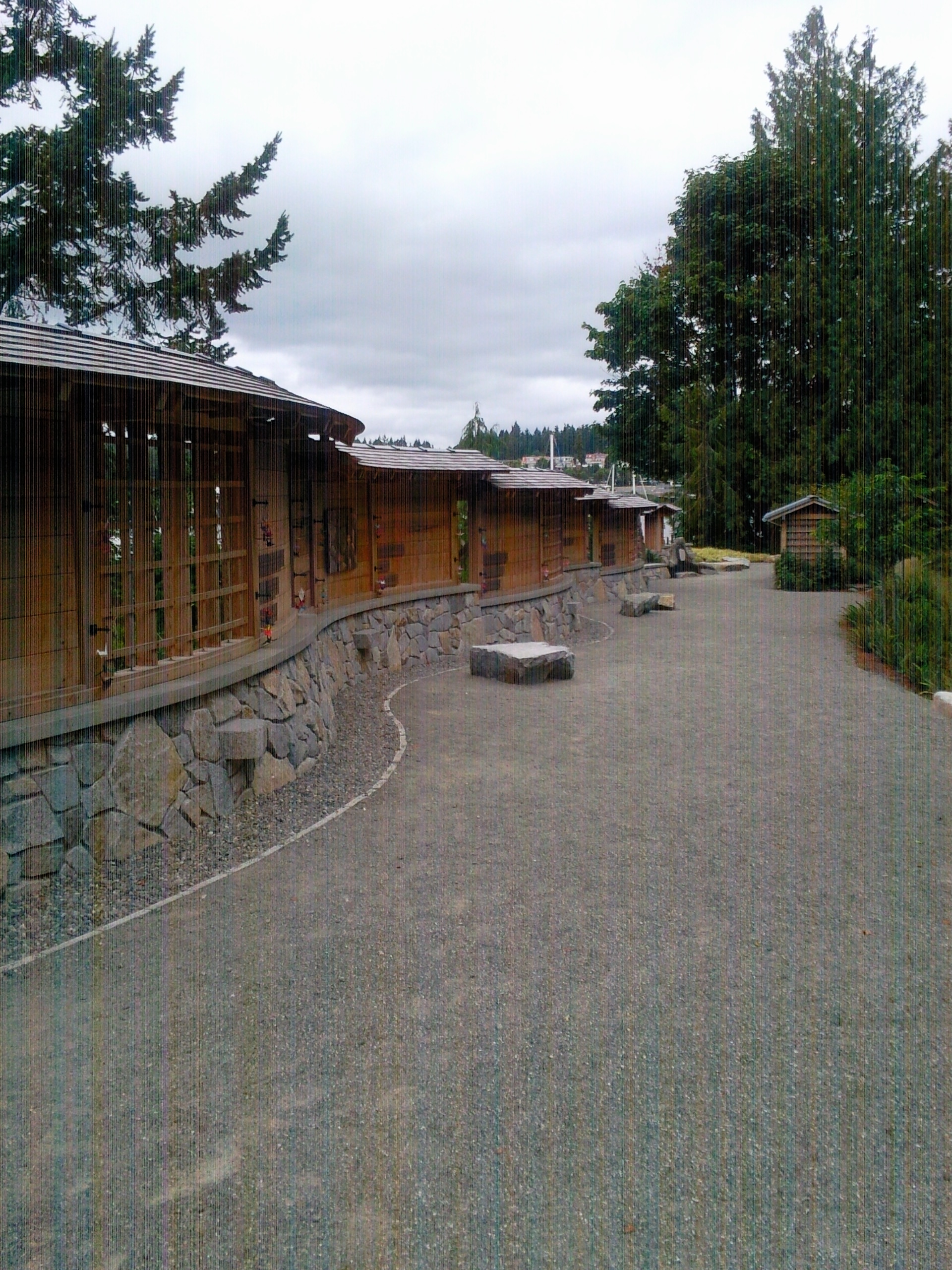
『物語の壁』

設置に当たって、最初に起工したのが、立ち退き令が発令された当時、ベインブリッジ島に居住していた日系人276名全員の名前を刻んだ『物語の壁』だった。強制収容から67周年となる2009年3月30日に、壁の起工式が行われ、式典では上述したフミコ・ハヤシダが、スピーチを行った。
壁は、地元の建築家であるジョンポール・ジョーンズによって設計された。ジョーンズは、自然景観との融和を図った造園を心掛けるべく、コントルタマツやイノデ、マホニア、サラルといった在来種を植えた。
地元の芸術家であるスティーブ・ガードナーは、壁に設置するフリーズを作成し、日系人達がフェリーターミナルで乗船を待つ姿を描いた。作成にあたってガードナーは、「この企画は、私が思い付きもしなかった方法で、私を引き付けた。この事実は、決して忘れてはならないアメリカ史の1ページだ」と語った。
同施設は、2011年7月30日から一般公開される様になった。
2022年2月18日にジョー・バイデン大統領は、大統領令9066号の発令から80年目の『追憶の日』を控えて発表した公式声明において、「アメリカの最も恥ずべき章の一つだ。取り返しのつかない被害を受けた日系人への、連邦政府の公式謝罪を再確認する」「80年前に日系アメリカ人を収監した事は、人種差別や恐怖などの増長を許した時、招く事になる悲劇的な結果を、今日の私達に思い起こさせる」としたうえで、同施設から引用した「二度とないように」という言葉を日本語で記し、過ちを繰り返さない事を約束すると同時に、国内における人種差別問題に向き合う決意を強調した。